# Великоанадольський ліс
Великоанадо́льський ліс — лісовий заказник державного значення площею 2543 га.

## Історія
Закладений у 1834–1845 роках випускником Санкт-Петербурзького лісового інституту, поручиком Корпуса лісничих В. Граффом, який першим довів можливість створення штучних лісів у голому безводому степу. На перших етапах роботи велися в неймовірно важких умовах без матеріальних і технічних засобів, без житла, що негативно позначилося на здоров'ї першопрохідника степового лісорозведення. Незважаючи на всі труднощі, за 23 роки під керівництвом В. Є. Граффа були створені перші 157 гектарів лісу.
Подвижництво В. Є. Граффа не залишилося непоміченим, він отримав звання полковника Корпуса лісничих, був нагороджений орденом Святого Станіслава, орденом Святої Анни й медалями. У 1866 році він був обраний професором Петровської академії в Москві (нині Тимирязівська сільськогосподарська академія). Однак, очолювати кафедру лісництва в академії йому довелося недовго. Після важкої хвороби 7 грудня 1867 року В. Є. Графф помер.
Після нього у Великоанадольському лісництві плідно працювали видатні лісівники Л. Г. Барк, Н. Я. Дахнов, Г. Н. Висоцький, які на базі попереднього досвіду розвивали далі методи лісорозведення. Лісництву присвятив свою дипломну роботу випускник Лісового інституту (Санкт-Петербург) С. О. Мокржецький, майбутній видатний ентомолог і фітопатолог.
У 1892 р. у Великоанадольському лісництві почала працювати «Особлива експедиція з випробування й обліку різних способів і прийомів лісового та водного господарства в степах Росії», яку очолював Василь Васильович Докучаєв.

## Географічні деталі, рослинність
Заказник розташований у Волноваському районі Донецької області.
Розташований на схилах балки Кашлагач, де починається однойменна річка в системі Мокрі Яли — Вовча — Самара — Дніпро.
Переважають змішані насадження дубу звичайного, ясена, клена, грабу, липи. Зустрічаються береза, тополя, сосна кримська, бархат амурський, модрина європейська, сосна звичайна, дуб каштанолистий та кавказький, горіх волоський, софора японська. У заказнику налічується понад 600 видів рослин, з яких 37 охороняються законом.

## Значення для людини
Ліс має велике водоохоронне, ґрунтозахисне, наукове та естетичне значення. З цим лісом пов'язана діяльність Г. М. Висоцького — ґрунтознавця, який розробив основи орокліматичної класифікації ґрунтів, встановив критерії сухості та вологості клімату, причини безлісся степів.
Охороняється з 1969 року, статусу державного заказника набув у 1974 році.
На території Великоанадольського лісу міститься курорт Форест Парк (площа 45 га), Великоанадольський лісовий коледж, Великоанадольський музей лісу, Великоанадольський дендрарій (площа 7 га).

## Галерея

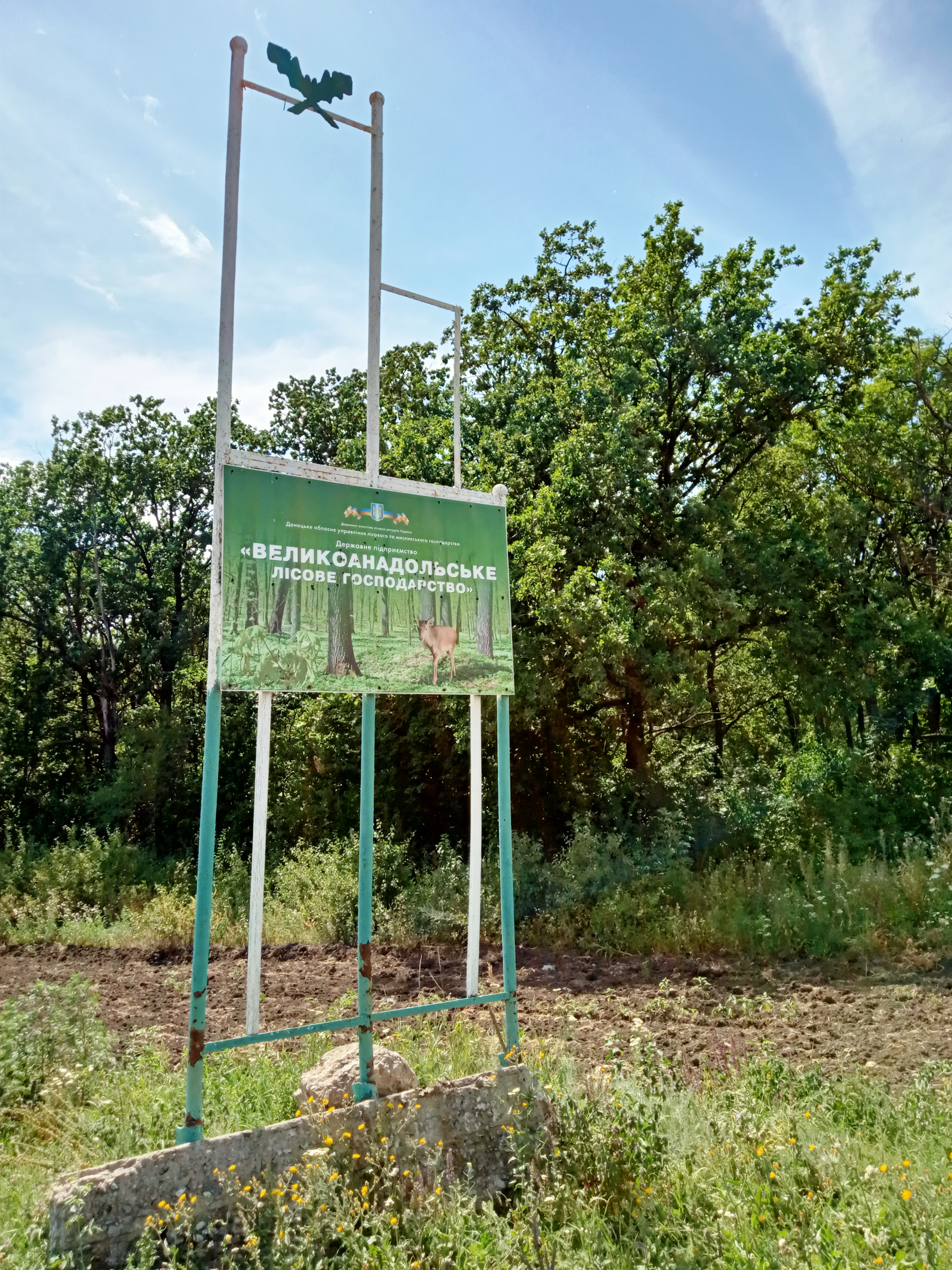
Інформаційний стенд. Великоанодольське лісництво. 27 липня 2020 року
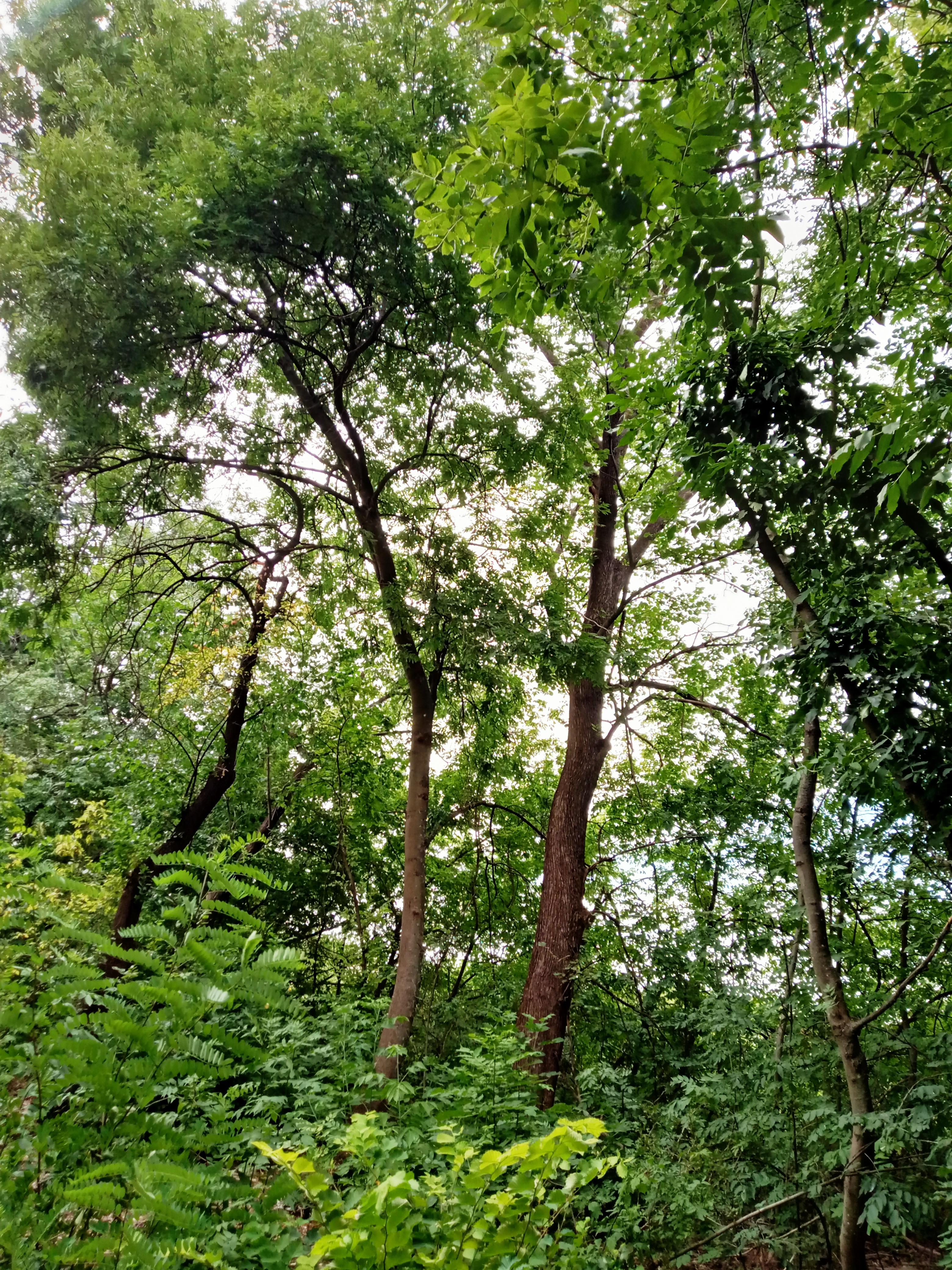
Великоанадольський ліс. 27 липня 2020 року
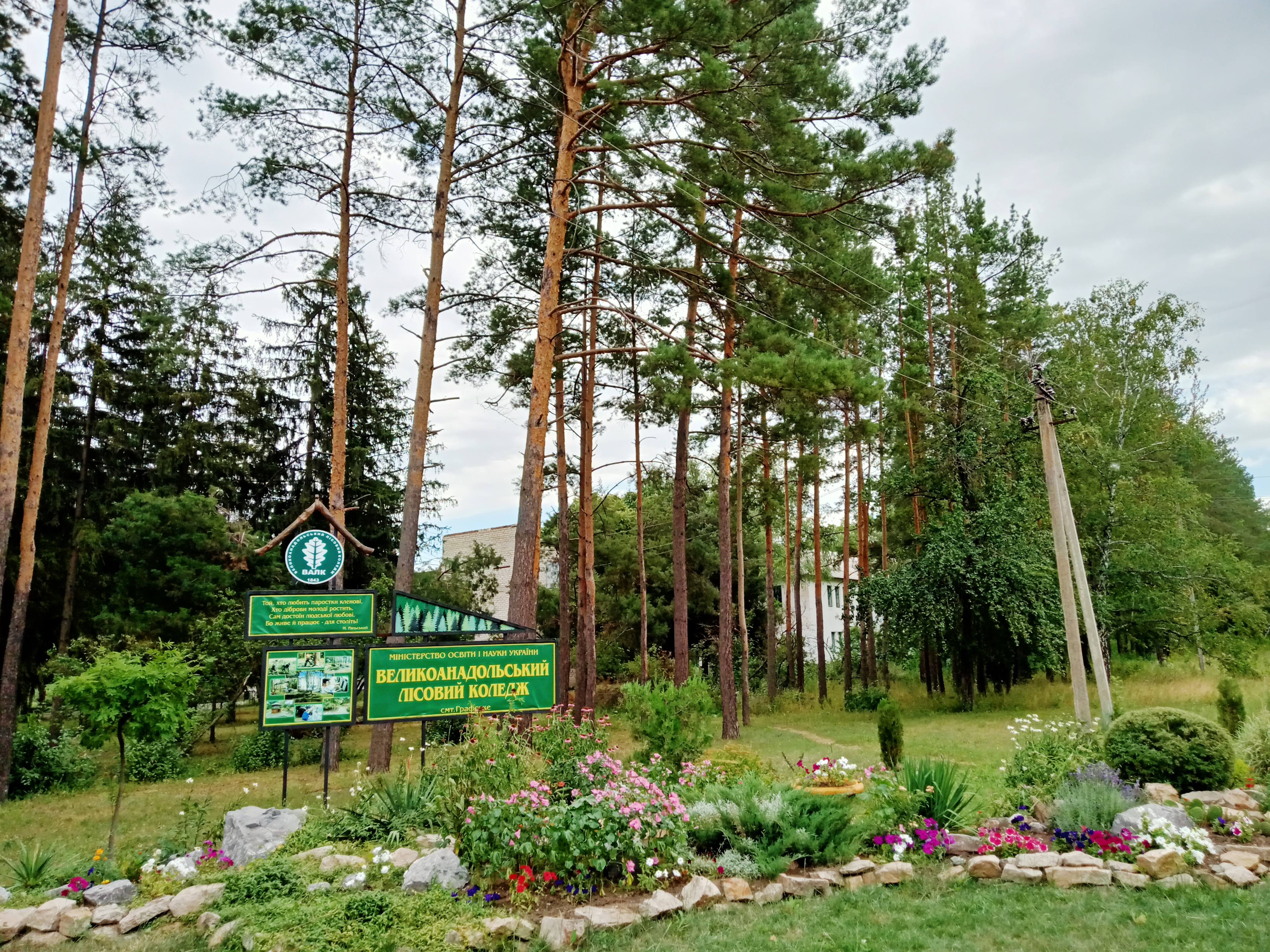
Великоанадольський лісовий коледж.27 липня 2020 року
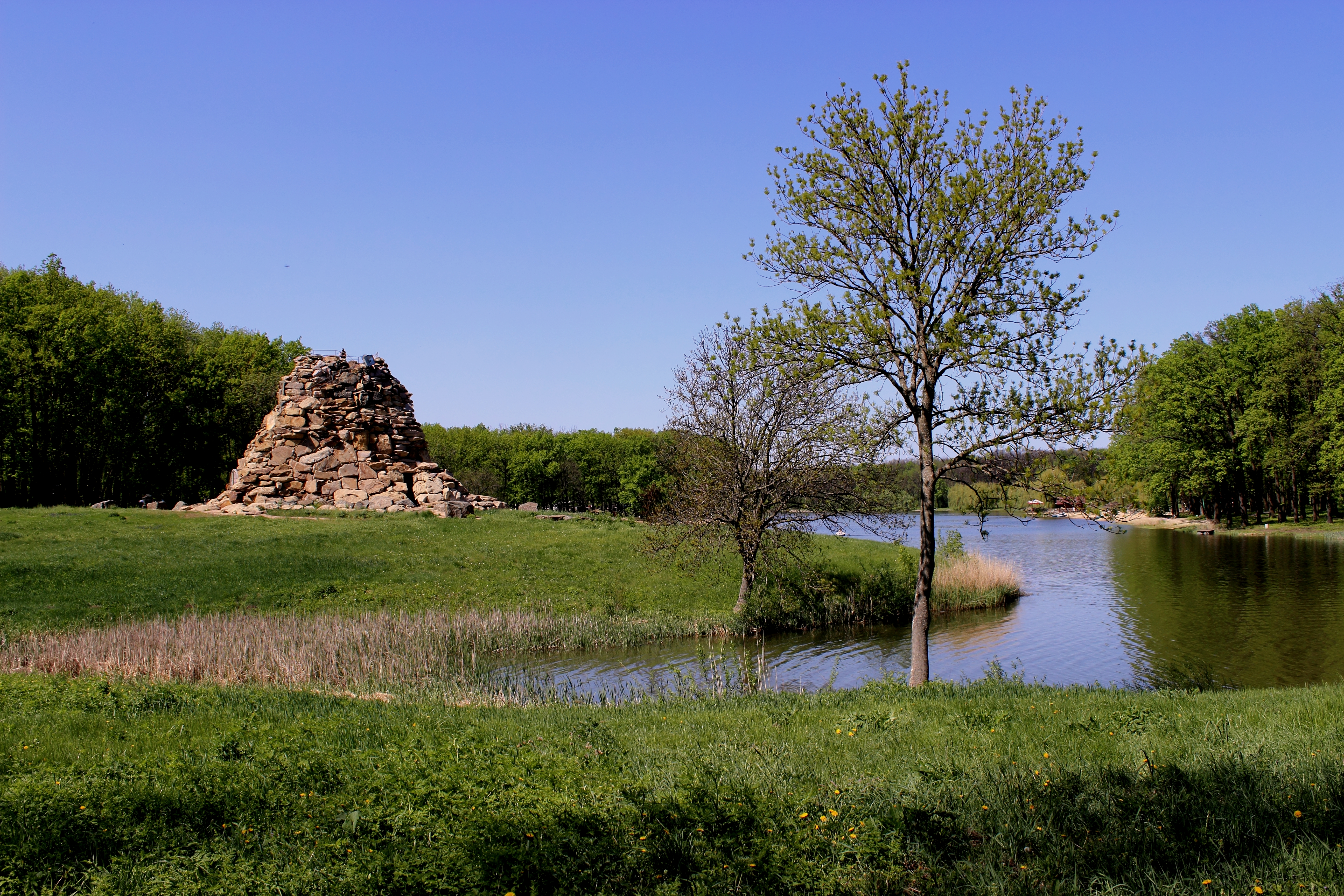
Водойми Великоанадольського лісу. 27 липня 2020 року
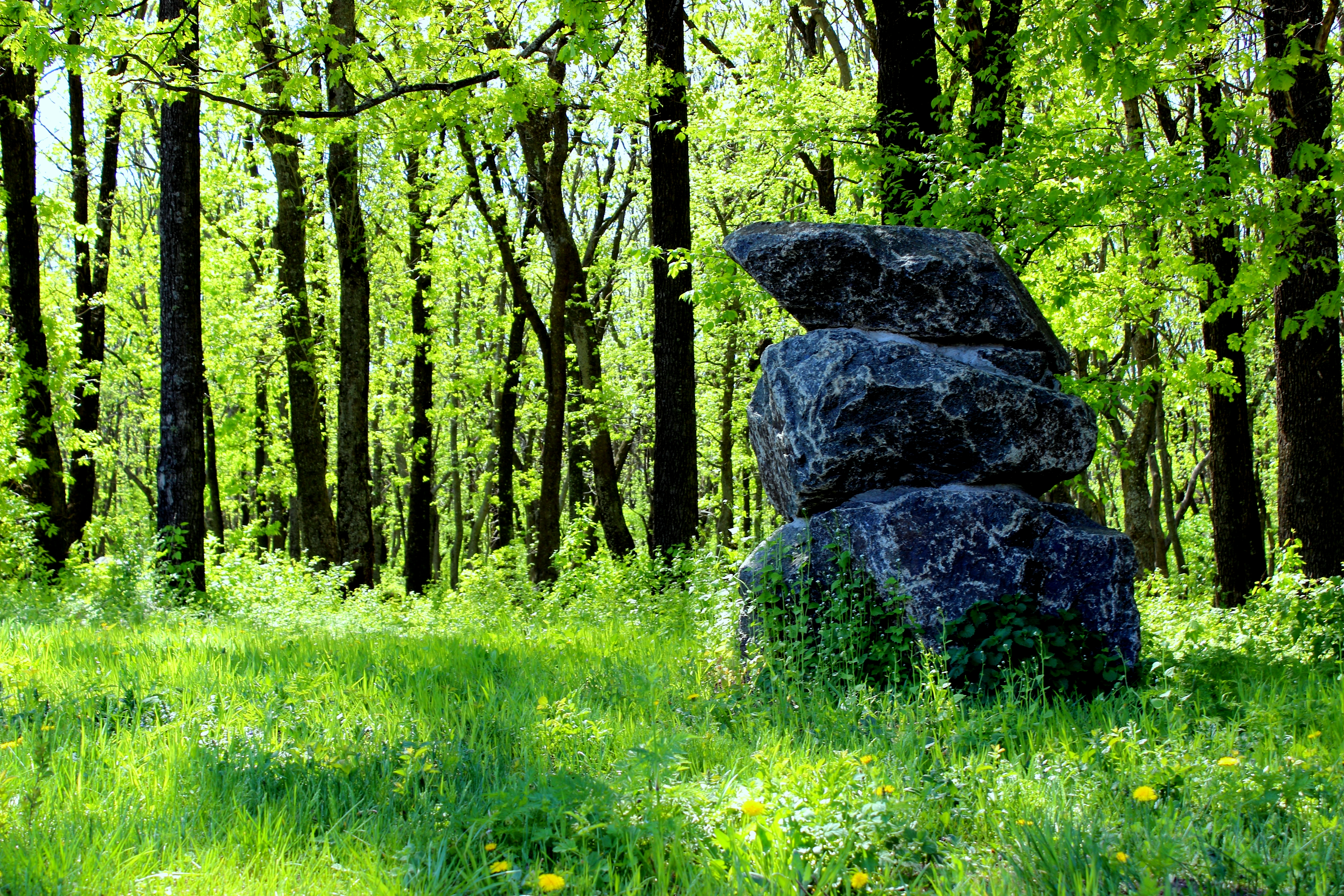
У Великоанадольському лісі. 4 травня 2013 року
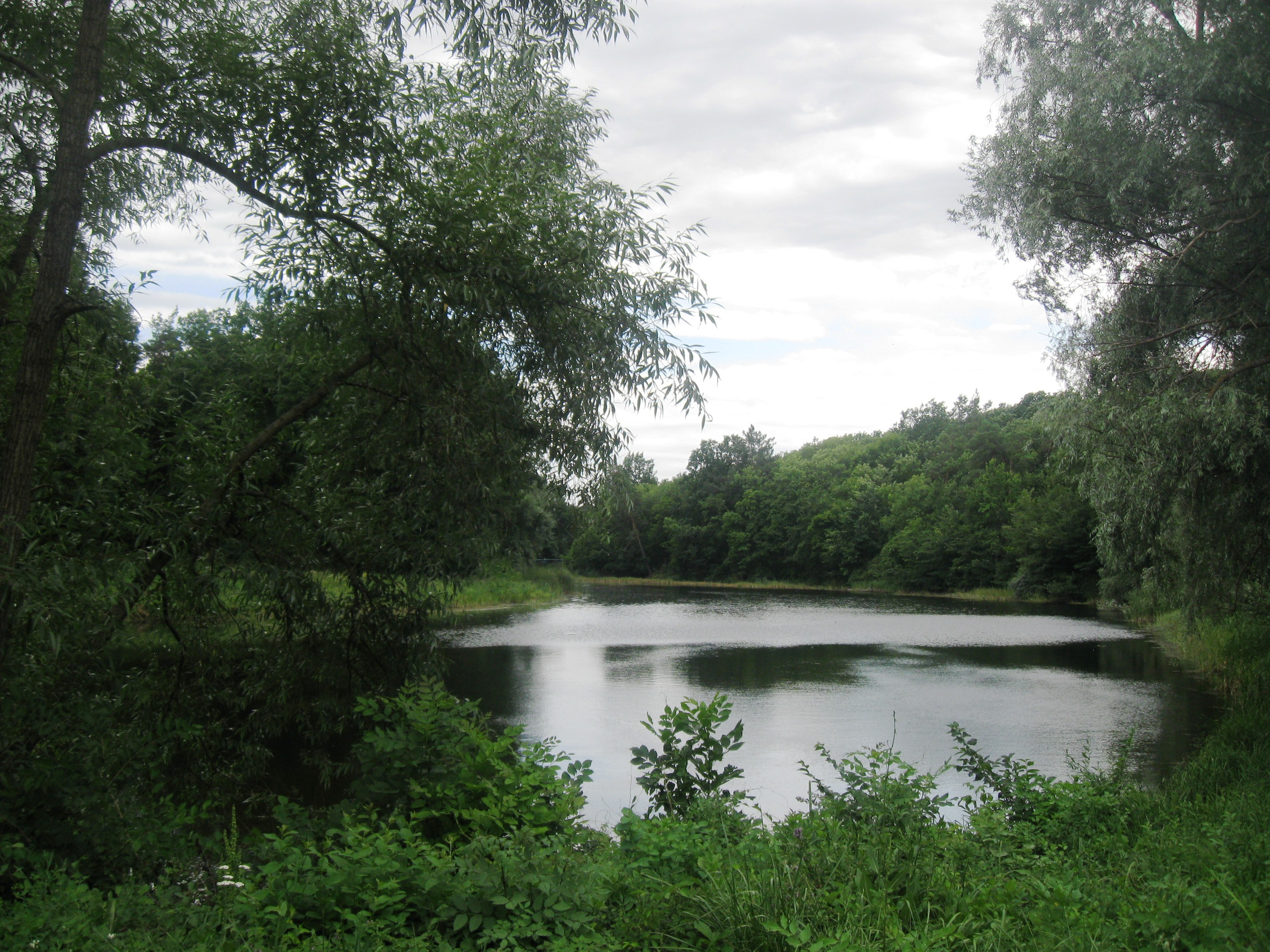
Річка Кашлагач. Великоанадольський ліс. 27 липня 2020 року